# 福島淳
福島 淳（ふくしま じゆん、1914年 - 2006年）は山口県出身の日本の作曲家。
山口師範学校を卒業後上京。小学校教諭をしながら作曲活動に入る。
藤井清水、宮原禎二に師事。　　1946年郷里岩国市に帰る。県立岩国高等学校教諭
山口芸術短期大学教授を歴任す。岩国混声合唱団（安東栄一団長）の創設に尽力する。
山口県を中心に岩国市民合唱団などで活動し、作曲での功績が認められ昭和28年度（1953年）山口県芸術文化振興奨励賞受賞。

## 作品
- 「かすかなる白鳥の」
- 「薔薇に寄す」
- 「朝ごとに」
- 「はるはきたけれど」
- 「まよなかにひらく」

## 著書
- 実用鍵盤和声改訂版　音楽之友社

## 関係ミュージシャン
- 村上弦一郎
- 福田康英